# 无毛灰叶柳
无毛灰叶柳（学名：Salix spodiophylla f. liocarpa）为杨柳科柳属灰叶柳下的一个变型。

## 扩展阅读
- 維基物種上的相關：无毛灰叶柳